# John Ford

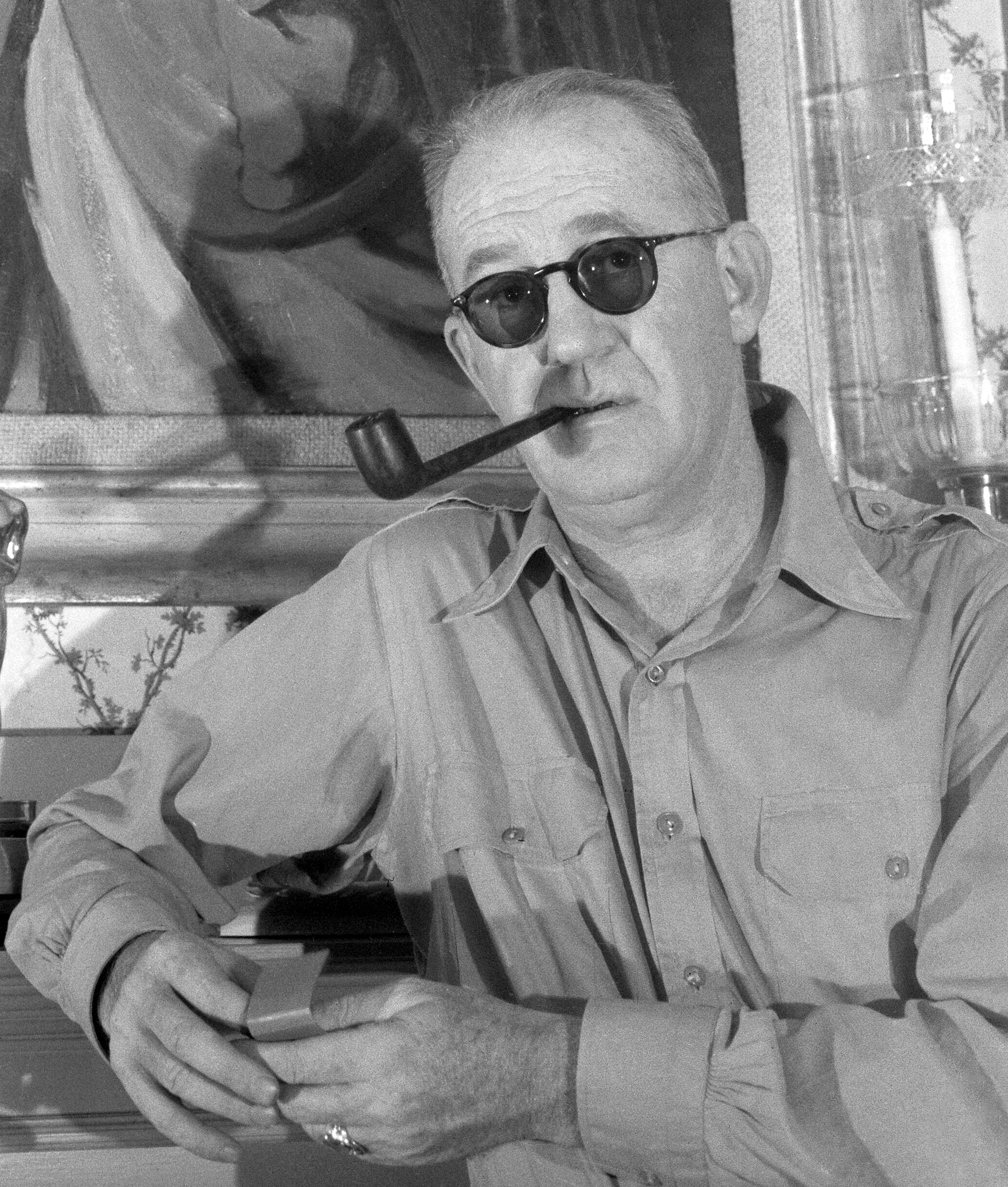
John Ford (1946)

John Ford  (* 1. Februar 1894 in Cape Elizabeth, Maine als John Martin Feeney; † 31. August 1973 in Palm Desert, Kalifornien) war ein US-amerikanischer Filmregisseur und Filmproduzent, der über Jahrzehnte zu den erfolgreichsten Regisseuren Hollywoods gehörte und filmhistorische Bedeutung erlangte. Er gewann vier Oscars in der Kategorie Beste Regie und ist damit Rekordpreisträger in dieser Oscar-Kategorie. Er wurde insbesondere als führender Regisseur des amerikanischen Westerns berühmt und drehte wegweisende Filme des Genres wie Ringo, Faustrecht der Prärie, Der Schwarze Falke und Der Mann, der Liberty Valance erschoß. Aber auch abseits des Westernfilms drehte er Klassiker wie Früchte des Zorns, Schlagende Wetter und Der Sieger. Insgesamt umspannte Fords Filmkarriere über 140 Filme in knapp 50 Jahren.

## Leben

### Frühes Leben und erste Erfahrungen als Schauspieler

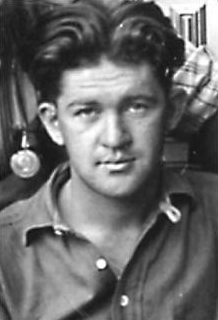
John Ford am Filmset von The Broken Coine (1915)

John Ford wurde unter dem Namen John Martin Feeney als zehntes Kind einer katholisch-irischen Einwandererfamilie in Maine geboren. Sein Vater stammte aus Spiddal, die Mutter von den Aran-Inseln. Insgesamt hatte das Ehepaar elf Kinder, von denen sechs das Erwachsenenalter erreichten. Feeney besuchte die Portland High School in Maine, wo er sich erfolgreich als Sportler unter Beweis stellte. Nach Ende seiner Schulausbildung kam Feeney nach Hollywood, wo sein älterer Bruder bereits unter dem Pseudonym Francis Ford ein erfolgreicher Schauspieler und Regisseur geworden war. Wie sein Bruder arbeitete auch Feeney zunächst als Schauspieler und wählte ebenfalls das Pseudonym Ford. Zunächst wählte er allerdings das Pseudonym Jack Ford, erst 1923 erfolgte die Umbenennung in John Ford.
Bereits 1913 soll Ford einen ersten Auftritt im Film The Honor of the Regiment gehabt haben. Im folgenden Jahr spielte er dann die Rolle des Dr. Watson in A Study in Scarlet. 1915 hatte er dann eine kleine Rolle als Mitglied des Ku-Klux-Klans in David Wark Griffiths filmtechnisch wegweisendem, aber auch rassistischen Stummfilm-Epos Die Geburt einer Nation. Er trat auch in mindestens 15 Filmen seines Bruders Francis Ford auf, dem er zudem als Regieassistent aushalf. Francis sollte später – als seine eigene Regiekarriere beendet war – noch häufig Nebenrollen in den Filmen seines kleinen Bruders übernehmen.

### Regiearbeit in Stummfilmen

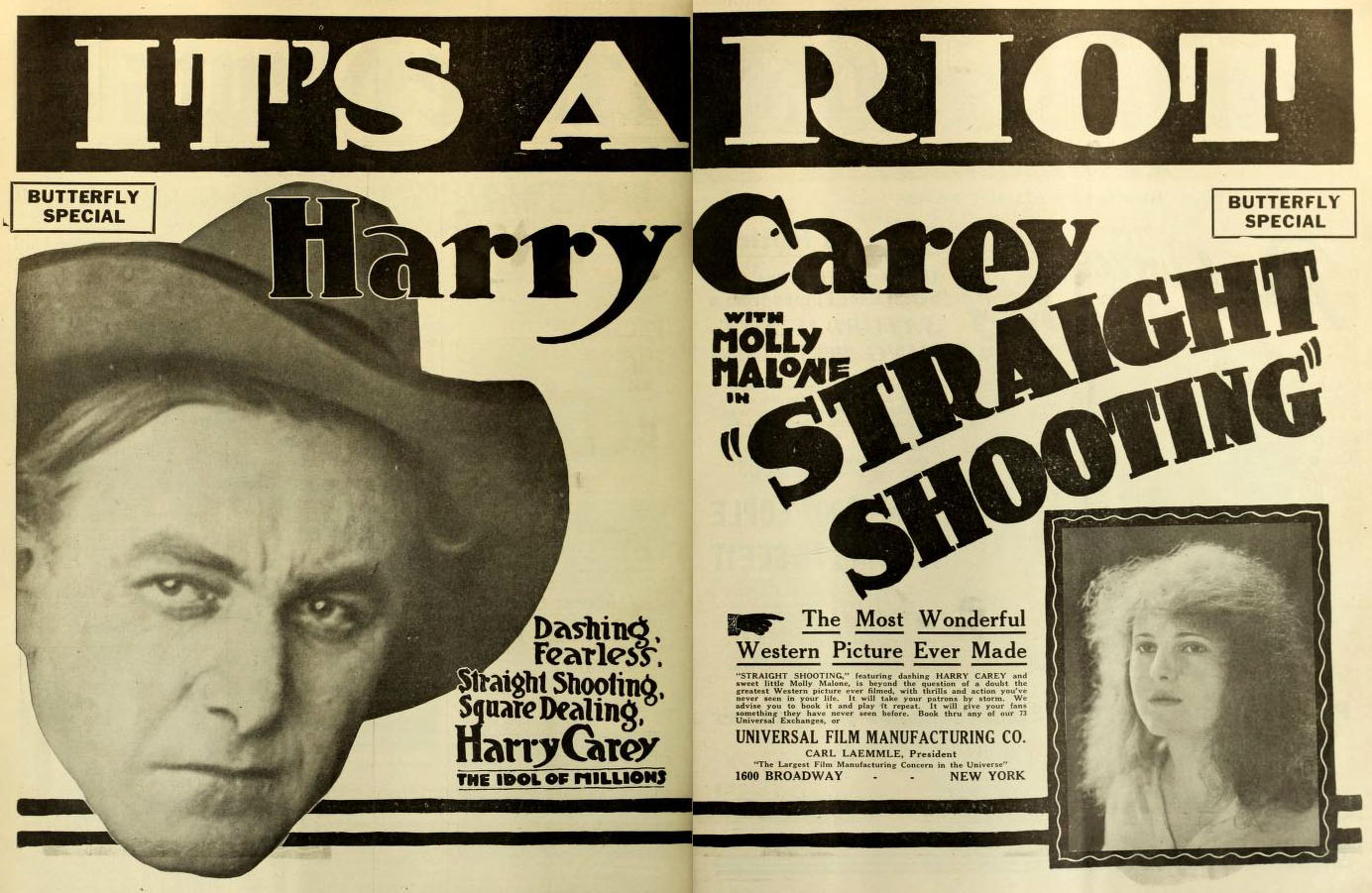
Werbung für Fords ersten Langspielfilm Straight Shooting mit Harry Carey

John Ford machte seine erste Regiearbeit für den 20-minütigen Western The Tornado im Jahr 1917 für das Filmstudio Universal Studios. Er spielte auch selbst die Hauptrolle (seine kurze Laufbahn als Filmschauspieler beendete er noch Ende 1917). Laut Fords Aussage hatte Universal-Chef Carl Laemmle dem 23-jährigen den Job gegeben, weil er so gut schreien könnte. Zu diesem frühen Zeitpunkt der Filmgeschichte war es zudem noch recht leicht, verschiedene Aufgaben beim Film einfach auszuprobieren. In den ersten Jahren seiner Karriere drehte Ford viele eher kleinere Filme: zehn Filme im Jahr 1917, acht Filme im Jahr 1918 und fünfzehn Filme im Jahr 1919. Er erhielt jedoch zunächst nur selten eine Erwähnung als Regisseur im Vorspann. Sein erster Film in Spielfilmlänge war der Western Straight Shooting mit Harry Carey in der Hauptrolle. Zwischen Ford und Westernfilm-Star Carey, der auch ein Vorbild für John Wayne war, entspann sich eine lebenslange Freundschaft. Sie drehten zusammen rund 25 Filme, ausschließlich Western.
Nachdem Ford sich bei Universal einen guten Ruf erarbeitet hatte, wechselte er 1920 zu den Fox Studios des Produzenten William Fox. Sein erster Film hier war Just Pals mit Buck Jones und Helen Ferguson in den Hauptrollen. Er führte bei Fox erstmals auch außerhalb des Westerngenres Regie, etwa bei den Dramen Little Miss Smiles mit Shirley Mason sowie Cameo Kirby mit John Gilbert. 1924 inszenierte Ford dann das Westernepos Das eiserne Pferd, das vom Bau der First Transcontinental Railroad  handelte und mit 150 Minuten Laufzeit ungewöhnlich lang und aufwendig war. Gedreht wurde der Film mit rund 5000 Statisten und zehntausenden Tieren in der Wüste Sierra Nevada. Die schwierigen Bedingungen verzögerten die Dreharbeiten und machten den Film noch teurer als geplant, doch am Ende standen gute Kritiken und ein deutlicher Gewinn an den Kinokassen. Dieser Film machte Ford sehr bekannt. Seine gewonnene Reputation wurde auch dadurch deutlich, dass er in den 1920er-Jahren Präsident der Motion Picture Directors Association wurde, einer Vororganisation der Directors Guild of America.
In der Folge inszenierte Ford weitere erfolgreiche Stummfilme, so den Western Drei rauhe Gesellen (1926), in dem drei Pferdediebe sich bekehren und einem jungen Paar helfen. In Drei rauhe Gesellen spielte wie auch schon in Das eiserne Pferd George O’Brien die Hauptrolle, der später auch in mehreren Tonfilmen Fords Nebenrollen übernahm. Der Westernfilm im Allgemeinen verlor jedoch zunehmend an Zuschauern, weshalb Ford auf Weisung der Produzenten bereits Ende der 1920er-Jahre auf andere Filmgenres ausweichen musste. 1928 inszenierte er beispielsweise das Drama Four Sons über die Tragödie einer bayrischen Familie, deren Familienmitglieder im Ersten Weltkrieg auf verschiedenen Seiten kämpfen. Der Film war ein Kassenschlager und gewann den Photoplay Award als Bester Film. Für diesen Film ließ sich Ford stark vom deutschen Regisseur Friedrich Wilhelm Murnau beeinflussen, der ebenfalls bei Fox Studios unter Vertrag stand. In Four Sons hatte der junge und noch unbekannte John Wayne erstmals eine kleine Rolle in einem Film von Ford, der Anfang einer jahrzehntelangen Freundschaft und Partnerschaft. Anschließend folgten Riley the Cop (1928) mit J. Farrell McDonald und Strong Boy (1929) mit Victor McLaglen in der Hauptrolle, letzterer Film war Fords letzte Stummfilmarbeit.
Rund 85 % der Stummfilme von John Ford gelten als verschollen, darunter fast alle Frühwerke.

### 1930er-Jahre
John Ford war im Gegensatz zu anderen Stummfilmregisseuren positiv gegenüber dem Tonfilm eingestellt. Bereits 1928 drehte er mit dem dreißigminütigen Kurzfilm Napoleon’s Barber seinen ersten Tonfilm. John Ford probierte sich jetzt in allen Genres aus, vom Abenteuerfilm Die schwarze Garde (1929) über das U-Boot-Drama U 13 (1930) bis zur Krimikomödie Born Reckless (1930). In Fords Komödie Up the River machten Spencer Tracy und Humphrey Bogart im Jahr 1930 jeweils ihr Filmdebüt. Im folgenden Jahr inszenierte Ford insgesamt drei Filme, wobei sich insbesondere die Literaturverfilmung Arrowsmith nach dem Roman von Sinclair Lewis als erfolgreich erwies und vier Oscar-Nominierungen einbrachte. 1932 inszenierte Ford den Fliegerfilm Air Mail mit Ralph Bellamy sowie das Drama Flesh mit Wallace Beery. Beide Filme drehte er bei anderen Filmstudios, doch schon 1933 kehrte er wieder zu Fox Studios zurück.
Bei Fox machte Ford noch 1933 die Komödie Dr. Bull, den ersten von drei Ford-Filmen mit Komikerstar Will Rogers in der Hauptrolle. 1934 verkörperte ebenfalls Rogers die Titelfigur in Fords Judge Priest, wo Rogers sich als Kleinstadtrichter mit einer Reihe amüsanter Fälle herumschlagen muss. Judge Priest wurde zu einem der Kassenschlager des Jahres. Ebenfalls 1934 erschien der Kriegsfilm Die letzte Patrouille mit Victor McLaglen und Boris Karloff, in dem sich eine amerikanische Truppe im Ersten Weltkrieg durch die Wüste schlagen muss. Außerdem drehte Ford noch das Drama The World Moves On, das sich über 100 Jahre spannt und von einer Familie von Baumwollhändlern handelt. Im folgenden Jahr entstand die Verwechslungskomödie Stadtgespräch mit Edward G. Robinson und Jean Arthur, die ebenfalls gute Kritiken einfuhr. Außerdem inszenierte Ford mit Steamboat Round the Bend seine dritte und letzte Komödie mit Will Rogers in der Hauptrolle. Der Komiker verstarb kurz darauf bei einem Flugabsturz.

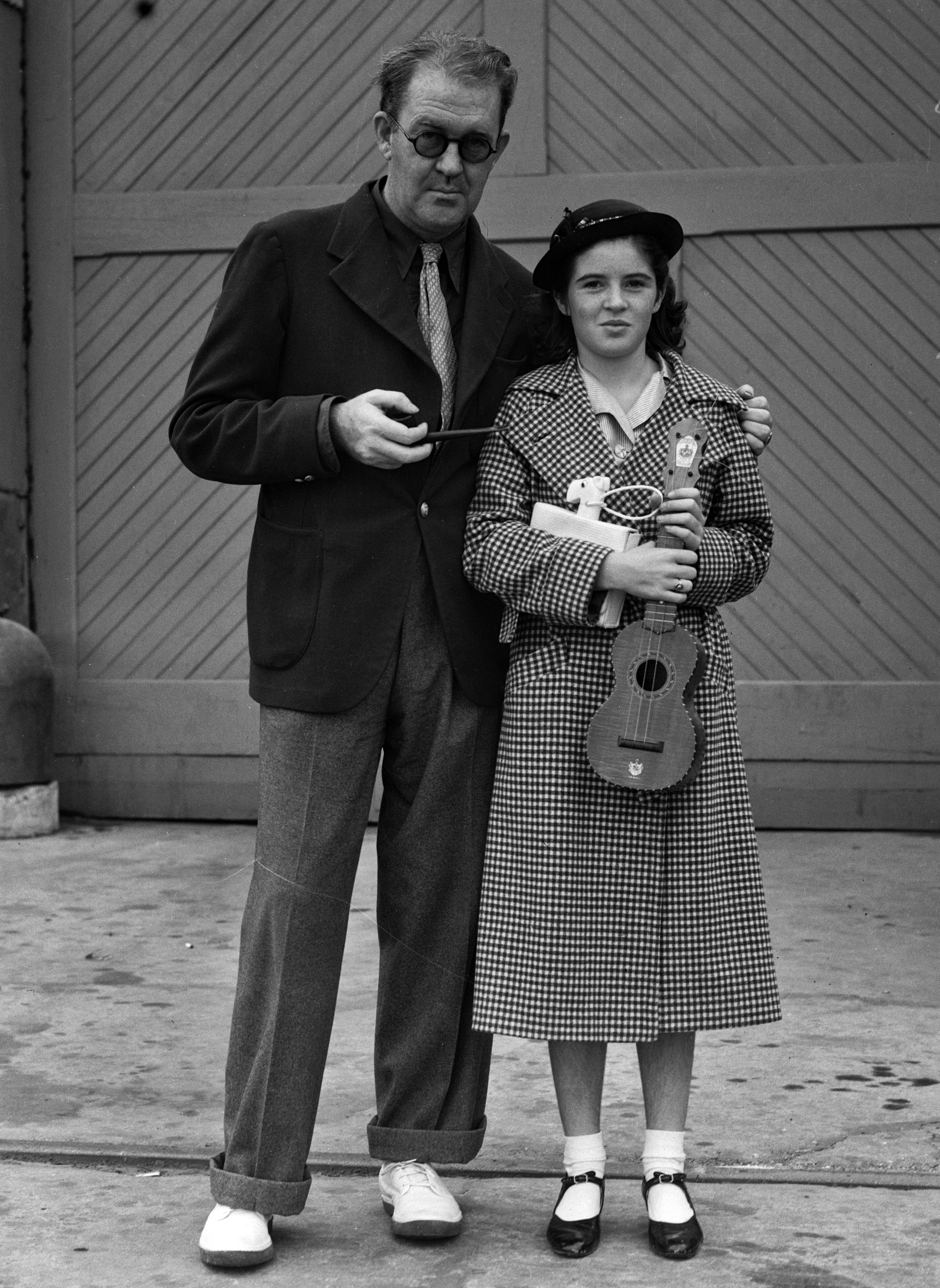
John Ford mit seiner Tochter Barbara (1935)

Mitte der 1930er-Jahre zählte Ford zu den bekanntesten Regisseuren in Hollywood. Den Höhepunkt seiner bisherigen Karriere erreichte er 1935 mit dem Drama Der Verräter, in dem Victor McLaglen einen irischen Arbeiter spielte, der seinen Freund an die Polizei verrät, damit er ein wenig Geld für einen Neuanfang bekommt. Dieses Werk wurde hochgelobt und mit insgesamt vier Oscars bedacht, darunter auch für John Ford in der Kategorie Beste Regie. Im folgenden Jahr veröffentlichte Ford das Gefangenendrama Der Gefangene der Haifischinsel mit Warner Baxter sowie das aufwendige Historiendrama Maria von Schottland, letzterer Film geriet allerdings zum Flop. 1937 folgten der Südsee-Abenteuerfilm … dann kam der Orkan sowie der in Indien spielende Rekrut Willie Winkie mit Kinderstar Shirley Temple in der Hauptrolle. Beide Werke von 1937 waren an den Kinokassen höchst erfolgreich. Die folgenden beiden Filme aus dem Jahre 1938 wurden dagegen eher mittelmäßig aufgenommen.

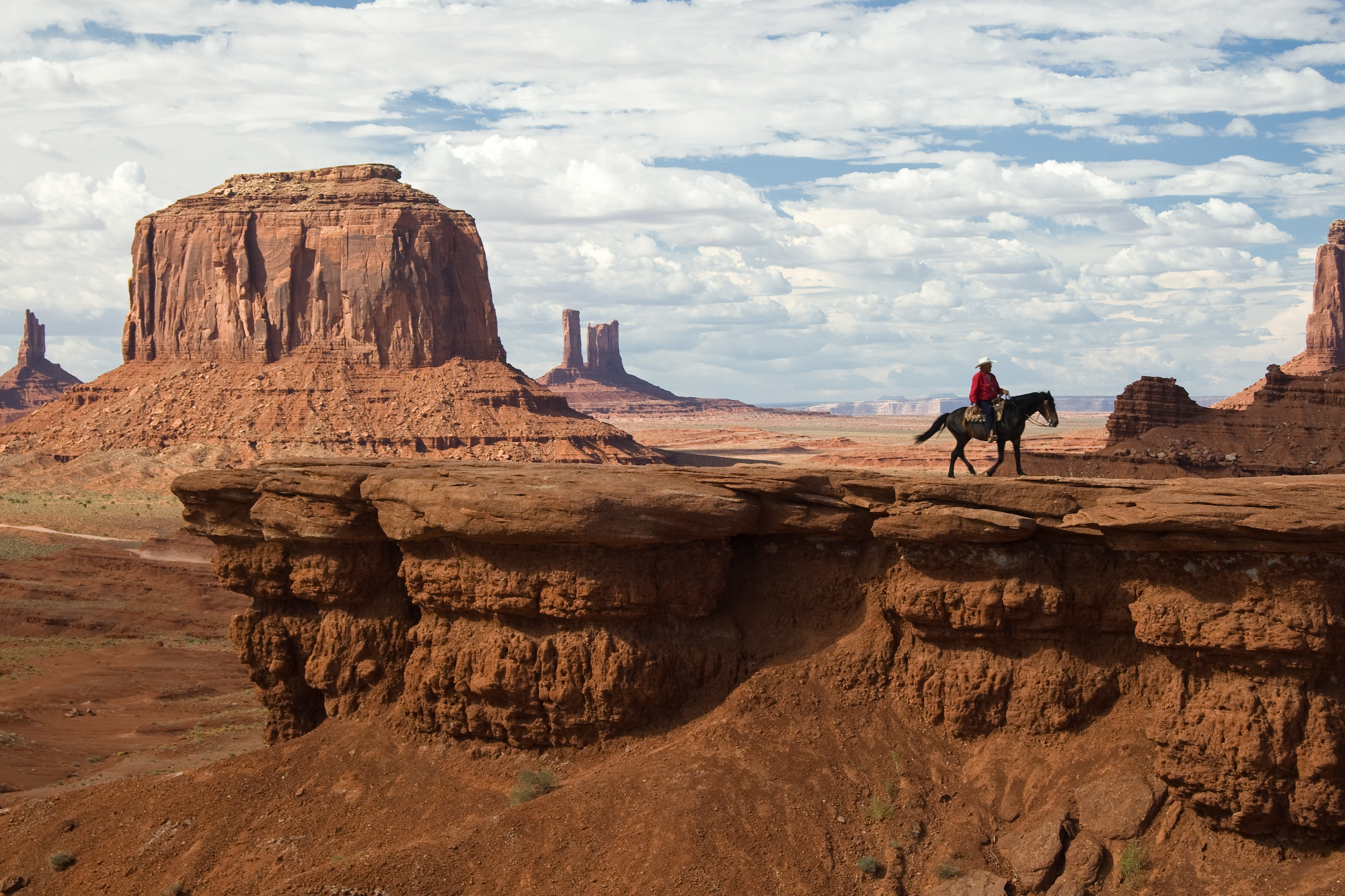
John Ford Point im Monument Valley, beliebter Drehort für Western

1939 drehte John Ford mit dem Western Ringo einen seiner größten Erfolge. Mit diesem extrem einflussreichen Kinoklassiker machte er sowohl seinen langjährigen Freund John Wayne zum Star als auch das Monument Valley als Kulisse bekannt. Zudem zeichnete sich das Werk durch atemberaubende Stunts von Yakima Canutt aus. Das Tal mit seinen Felstürmen sollte auch in zahlreichen späteren Ford-Filmen als eindrucksvoller Schauplatz dienen. Ford revitalisierte mit Ringo das Westerngenre, denn zuvor hatten die Filmstudios seit Anfang der 1930er-Jahre meist nur unbedeutendere und anspruchslose B-Western produziert. Er zeigte den Filmstudios, dass Western auch „intelligent, kunstvoll, große Unterhaltung – und profitabel“ sein konnten. Ebenfalls 1939  erschien die fiktionalisierte Filmbiografie Der junge Mr. Lincoln mit Henry Fonda in der Hauptrolle, die zwar nicht ganz so erfolgreich wie Ringo war, aber dennoch als kleinerer Klassiker gilt.
1940 drehte Ford die Verfilmung von John Steinbecks sozialkritischem Klassiker Früchte des Zorns. Der Film gilt als eines der ersten Roadmovies sowie als eine der großen Literaturverfilmungen. Früchte des Zorns brachte ihm den zweiten Oscar als Bester Regisseur ein, der New York Film Critics Circle zeichnete ihn aber für seinen zweiten Film dieses Jahres als Bester Regisseur aus: Der lange Weg nach Cardiff, basierend auf Bühnenstücken von Eugene O’Neill, in dem Wayne einen schwedischen Seemann spielte. In seinen 1941 erschienenen Filmen Tabakstraße und Schlagende Wetter knüpfte er an das bereits in Früchte des Zorns vorkommende Thema von in wirtschaftliche Not geratenen, dadurch zerbrechenden Familien an. Während die burleske Tragikomödie Tabakstraße erfolglos blieb, brachte Schlagende Wetter Ford seinen dritten Oscar für die Beste Regie.

### Zweiter Weltkrieg

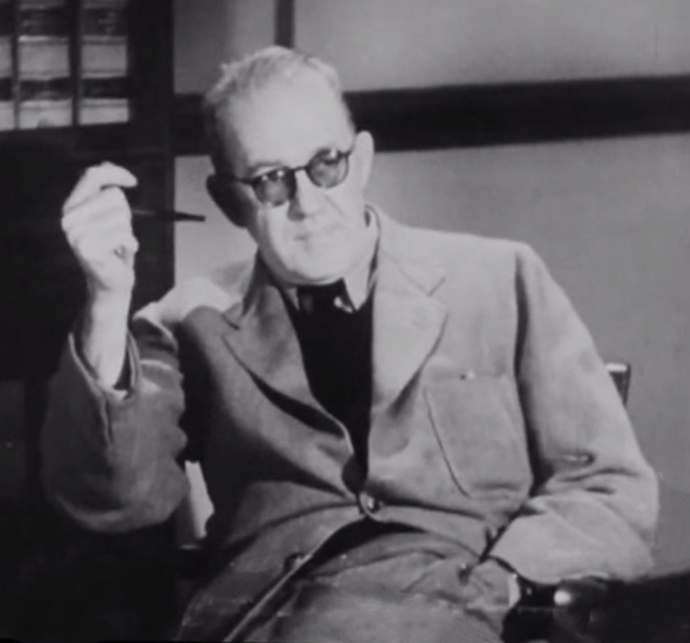
John Ford als er selbst im OSS-Trainingsfilm Undercover (1943)

Unmittelbar danach meldete sich Ford für den Dienst im Zweiten Weltkrieg. Als Fregattenkapitän (Commander) eingereiht, führte er die „Field Photo Unit“, die der OSS, der Vorgängerin der CIA, untergeordnet war. Im Rahmen der Fotoaufklärung für die Armee war Ford an fast allen Fronten des Krieges im Einsatz: im Pazifik wie auch bei der Landung der Alliierten in der Normandie. Er drehte mehrere Dokumentarfilme und gewann zwei Oscars für den besten Dokumentarfilm. Diese erhielt er für Dokumentationen, die er während des Zweiten Weltkriegs drehte: The Battle of Midway (1942, Ford wurde dabei am Arm verwundet) und Der 7. Dezember (1943). Nach Kriegsende wurde Ford Reservist und avancierte schließlich zum Konteradmiral (Rear Admiral „upper half“).

### Späte Karriere
Nach der Rückkehr aus dem Krieg fokussierte sich Ford zunehmend auf den Dreh von Western, wobei er das bei den Dreharbeiten von Ringo erstmals für sich entdeckte Monument Valley wiederholt als Kulisse einsetzte. Der erste dieser Filme war der bei 20th Century Fox gedrehte Faustrecht der Prärie mit Henry Fonda, mit dem Ford die legendäre Schießerei am O. K. Corral verfilmte. Der Film gewann damals keine großen Preise, war allerdings ein solider finanzieller Erfolg und wurde im Nachhinein bei vielen Kritikern als einer von Fords besten Western gewertet. 20th-Century-Chef Darryl F. Zanuck war mit Fords Arbeit zufrieden und bot ihm einen Vertrag über 600.000 US-Dollar pro Jahr an, den Ford aber ablehnte, um seine eigene Produktionsfirma Argosy Films zu gründen. Mit dieser arbeitete er später noch mit größeren Filmstudios wie RKO Pictures oder Republic Pictures zusammen, konnte sich aber größere Freiheiten erlauben.
Es folgte Ende der 1940er-Jahre die berühmte Kavallerie-Trilogie – in allen drei Filmen spielt John Wayne einen Offizier der amerikanischen Kavallerie in den Jahren nach dem amerikanischen Bürgerkrieg. 1953 erhielt er für seine in Irland gedrehte Komödie Der Sieger seinen vierten und letzten Regie-Oscar. Zu Höhepunkten seiner späten Karriere werden oft Der Schwarze Falke und Der Mann, der Liberty Valance erschoß gezählt.

## Markenzeichen

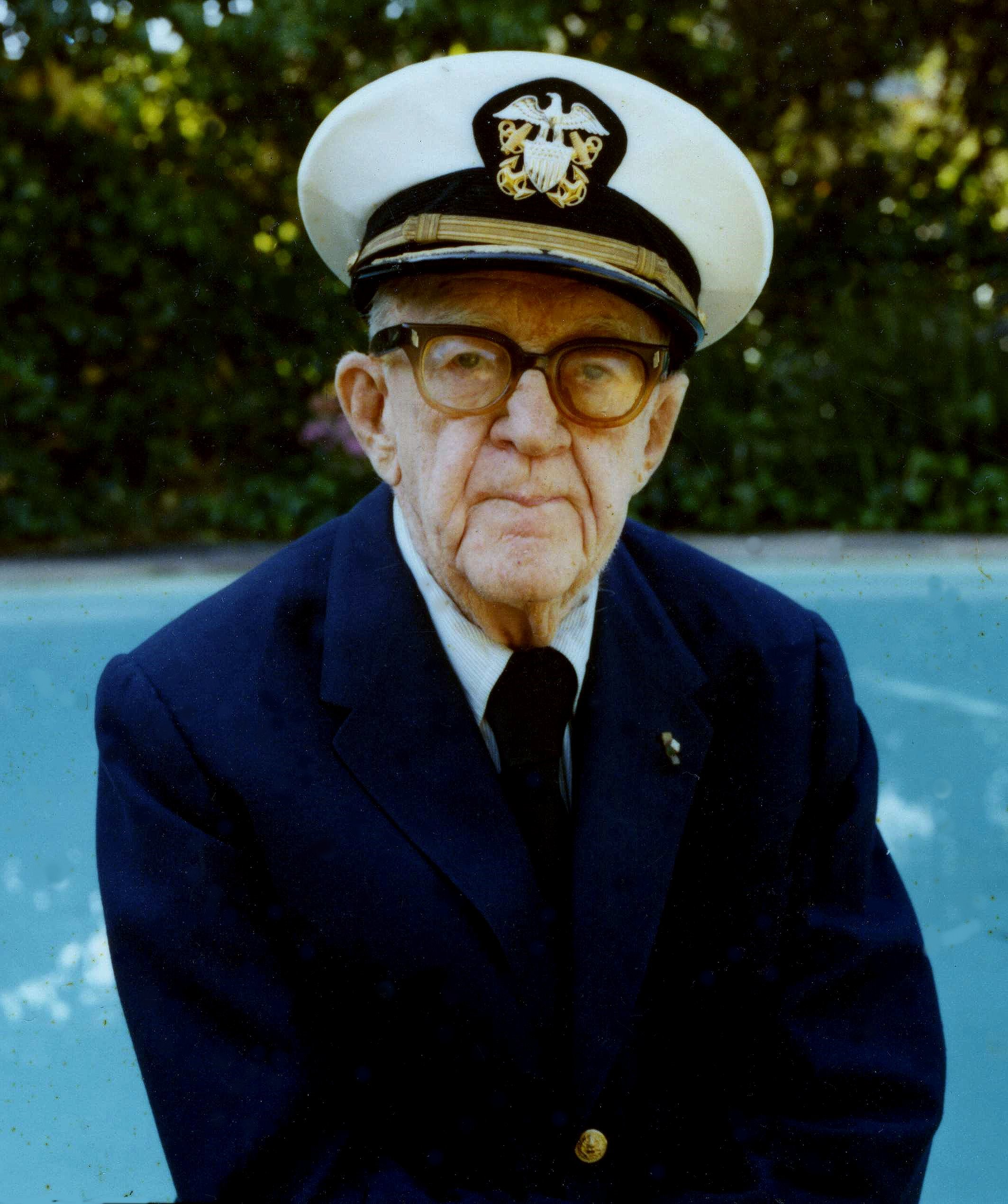
John Ford, kurz vor seinem Tod (1973)

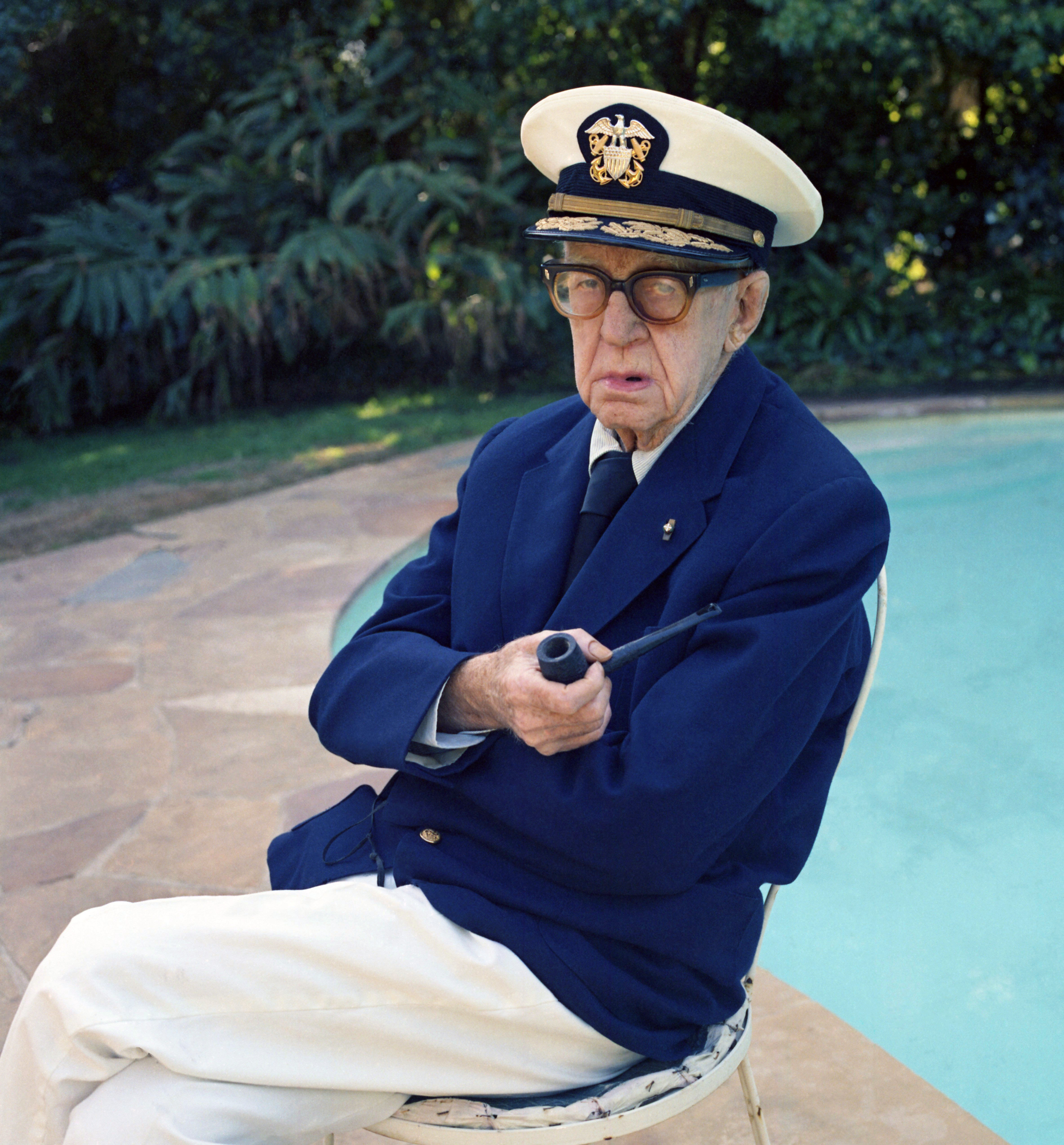
John Ford, mit Admiralsmütze der US Navy (1973)

Es war eine Angewohnheit von Ford, dass er in vielen Filmen mit denselben Schauspielern zusammenarbeitete. Am markantesten ist diese Partnerschaft wohl mit John Wayne bei 24 Filmen und drei Fernsehfolgen, doch mit Jack Pennick (41 Filme), seinem Bruder Francis Ford (32 Filme), Harry Carey senior (27 Filme), Harry Tenbrook (26 Filme), J. Farrell MacDonald (25 Filme) und Ward Bond (24 Filme) gab es sogar noch häufiger oder genauso häufig von Ford eingesetzte Darsteller. Nach Wayne war Henry Fonda mit neun Filmen nächsthäufiger Hauptdarsteller in Fords Tonfilmen, es folgten Maureen O’Hara und James Stewart mit jeweils fünf Filmen. Zu weiteren Mitgliedern der sogenannten „John Ford Stock Company“ zählen Victor McLaglen, George O’Brien, John Carradine, Ken Curtis, Harry Carey junior, Mae Marsh, Mary Gordon, Russell Simpson, Hank Worden, Anna Lee, John Qualen, Vester Pegg, Hoot Gibson, Willis Bouchey, Arthur Shields, Barry Fitzgerald, Ben Johnson und Patrick Wayne – jeder der Schauspieler hat in mindestens fünf Filmen Fords mitgespielt.
Fords Filme blieben, zumindest bis etwa 1939, relativ unpolitisch, romantisch und an der Legende des Wilden Westens orientiert. Mit zunehmendem Alter wurden Fords Filme jedoch pessimistischer, das Bild des moralisch ungebrochenen Pioniers, der eine Nation aufzubauen hat (das Credo des „Manifest Destiny“ der USA) verlor zusehends an Bedeutung für ihn. Mit dem Protagonisten Ethan Edwards in Der Schwarze Falke schuf er einen zeitlosen Archetypen des amerikanischen Kinos, den moralisch zwiespältigen, gehetzten, gewalttätigen Helden. Über die politischen Ansichten John Fords wird weithin angenommen, dass er ein Konservativer war, auch da er Freundschaften zu bekannten Republikanern wie Wayne oder Ward Bond pflegte. Tatsächlich zählten zu seinen Lieblingspräsidenten neben dem Republikaner Abraham Lincoln auch Franklin D. Roosevelt und John F. Kennedy. Der McCarthy-Ära stand er eher kritisch gegenüber, so verteidigte er seinen Kollegen Joseph L. Mankiewicz gegenüber Vorwürfen, dass er ein Kommunist sei. Ford bezeichnete sich selbst mehrfach als Sozialdemokraten und unterstützte lange überwiegend die Demokraten. In seinem letzten Lebensjahrzehnt wandte er sich vermehrt den Republikanern zu und unterstützte Richard Nixon im Wahlkampf 1968.
1956 wollte er sich den Grauen Star entfernen lassen. Nach der Operation war er zu ungeduldig und entfernte die Verbände zu früh von seinen Augen. Die Folge war die völlige Erblindung seines linken Auges. Seitdem trug er seine berühmte Augenklappe. Typisch waren außerdem seine Pfeife sowie eine zivile Marinemütze, die er gelegentlich mit einer Offiziersmütze der US Navy vertauschte.

## Einfluss und Anerkennung
John Ford erhielt viel Anerkennung durch spätere Regisseure, beispielsweise von Martin Scorsese. Orson Welles soll zur Vorbereitung auf Citizen Kane Dutzende Male Ringo geschaut haben. Auf die Frage, welche Regisseure ihn beeinflusst hätten, antwortete er: „Die alten Meister. Und damit meine ich John Ford, John Ford und John Ford.“
Fords Einfluss geht weit über Regisseure in seinem Heimatland hinaus, so wählten deutsche Filmregisseure in einer Umfrage von 1995 seinen Western Der Schwarze Falke zum besten Film aller Zeiten. In Japan gab Akira Kurosawa an, das er sich von Fords Western für seine Samuraifilme hatte inspirieren lassen.

## Privatleben
Der Katholik John Ford war von 1920 bis zu seinem Tod mit Mary Frances McBride Smith verheiratet, obwohl er gelegentlich außereheliche Beziehungen unterhielt. Aus der Ehe gingen zwei Kinder hervor. Tochter Barbara war von 1952 bis 1964 mit dem Sänger und Schauspieler Ken Curtis verheiratet. 1964 erkrankte Ford an Magenkrebs, woran er schließlich im August 1973 starb. Ford wurde auf dem Holy Cross Cemetery in Culver City, Kalifornien, beigesetzt.

## Filmografie (Auswahl)

### Stummfilme
- 1917: Straight Shooting
- 1917: The Secret Man (teilweise erhalten)
- 1917: A Marked Man (verschollen)
- 1917: Bucking Broadway
- 1918: The Phantom Riders (verschollen)
- 1918: Wild Women (verschollen)
- 1918: Thieves’ Gold (verschollen)
- 1918: The Scarlet Drop (teilweise erhalten)
- 1918: Hell Bent
- 1918: A Woman’s Fool (verschollen)
- 1918: The Craving (verschollen)
- 1918: Three Mounted Men (verschollen)
- 1919: Roped (verschollen)
- 1919: A Fight for Love (verschollen)
- 1919: Bare Fists (verschollen)
- 1919: Riders of Vengeance (verschollen)
- 1919: The Outcasts of Poker Flat (verschollen)
- 1919: Ace of the Saddle (verschollen)
- 1919: Rider of the Law (verschollen)
- 1919: A Gun Fightin’ Gentleman (teilweise erhalten)
- 1919: Marked Men (verschollen)
- 1920: The Prince of Avenue A (verschollen)
- 1920: The Girl in Number 29 (verschollen)
- 1920: Hitchin’ Posts (verschollen)
- 1920: Just Pals
- 1921: The Big Punch (verschollen)
- 1921: The Freeze-Out (verschollen)
- 1921: The Wallop (verschollen)
- 1921: Desperate Trails (verschollen)
- 1921: Action
- 1921: Sure Fire (verschollen)
- 1921: Jackie (verschollen)
- 1922: Little Miss Smiles (verschollen)
- 1922: Silver Wings (verschollen)
- 1922: The Village Blacksmith (teilweise erhalten)
- 1923: The Face on the Bar-Room Floor (verschollen)
- 1923: Banditenrache (Three Jumps Ahead) (verschollen)
- 1923: Der feindliche Gast (Cameo Kirby)
- 1923: Unter den Wölfen von Alaska (North of Hudson Bay) (teilweise erhalten)
- 1923: Hoodman Blind (verschollen)
- 1924: Das eiserne Pferd (The Iron Horse)
- 1924: Hearts of Oak (verschollen)
- 1925: Lightnin’
- 1925: Kentucky Pride
- 1925: Thank You (verschollen)
- 1925: Die Millionenfaust (The Fighting Heart) (verschollen)
- 1926: The Shamrock Handicap
- 1926: Drei rauhe Gesellen (3 Bad Men)
- 1926: Bis zur Entscheidung (The Blue Eagle) (teilweise erhalten)
- 1927: Upstream[14]
- 1928: Mother Machree (teilweise erhalten)
- 1928: Four Sons
- 1928: Hangman’s House
- 1928: Riley the Cop
- 1929: Strong Boy (verschollen)

### Tonfilme
- 1929: Die schwarze Garde (The Black Watch)
- 1929: Salute
- 1930: U 13 (Men Without Women)
- 1930: Born Reckless
- 1930: Up the River
- 1931: Unter der See (Seas Beneath)
- 1931: The Brat
- 1931: Arrowsmith
- 1932: Air Mail
- 1932: Fleisch (Flesh)
- 1933: Pilgrimage
- 1933: Dr. Bull (Doctor Bull)
- 1934: Die letzte Patrouille (The Lost Patrol)
- 1934: Das Leben geht weiter (The World Moves On)
- 1934: Judge Priest
- 1935: Stadtgespräch (The Whole Town’s Talking)
- 1935: Der Verräter (The Informer)
- 1935: Mit Volldampf voraus (Steamboat Round the Bend)
- 1936: Der Gefangene der Haifischinsel (The Prisoner of Shark Island)
- 1936: Maria von Schottland (Mary of Scotland)
- 1936: Der Pflug und die Sterne (The Plough and the Stars)
- 1937: Rekrut Willie Winkie (Wee Willie Winkie)
- 1937: … dann kam der Orkan (The Hurricane)
- 1938: Vier Mann – ein Schwur (Four Men and a Prayer)
- 1938: Submarine Patrol
- 1939: Ringo (Stagecoach)
- 1939: Der junge Mr. Lincoln (Young Mr. Lincoln)
- 1939: Trommeln am Mohawk (Drums Along the Mohawk)
- 1940: Früchte des Zorns (The Grapes of Wrath)
- 1940: Der lange Weg nach Cardiff (The Long Voyage Home)
- 1941: Tabakstraße (Tobacco Road)
- 1941: Schlagende Wetter (How Green Was My Valley)
- 1942: Schlacht um Midway (The Battle of Midway)
- 1945: Schnellboote vor Bataan (They Were Expendable)
- 1946: Faustrecht der Prärie (My Darling Clementine)
- 1947: Befehl des Gewissens (The Fugitive)
- 1948: Bis zum letzten Mann (Fort Apache)
- 1948: Spuren im Sand (3 Godfathers)
- 1949: Der Teufelshauptmann (She Wore a Yellow Ribbon)
- 1950: So ein Pechvogel (When Willie Comes Marching Home)
- 1950: Westlich St. Louis (Wagon Master)
- 1950: Rio Grande (Rio Grande)
- 1952: Der Sieger (The Quiet Man)
- 1952: What Price Glory
- 1953: Wem die Sonne lacht (The Sun Shines Bright)
- 1953: Mogambo (Mogambo)
- 1955: Mit Leib und Seele (The Long Gray Line)
- 1955: Keine Zeit für Heldentum (Mister Roberts)
- 1956: Der Schwarze Falke (The Searchers)
- 1957: Dem Adler gleich (The Wings of Eagles)
- 1957: The Rising of the Moon
- 1958: Chefinspektor Gideon (Gideon’s Day)
- 1958: Das letzte Hurra (The Last Hurrah)
- 1959: Der letzte Befehl (The Horse Soldiers)
- 1960: Der schwarze Sergeant (Sergeant Rutledge)
- 1961: Zwei ritten zusammen (Two Rode Together)
- 1962: Der Mann, der Liberty Valance erschoss (The Man Who Shot Liberty Valance)
- 1962: Das war der Wilde Westen (How the West Was Won) (eine Episode)
- 1963: Die Hafenkneipe von Tahiti (Donovan’s Reef)
- 1964: Cheyenne (Cheyenne Autumn)
- 1966: Sieben Frauen (7 Women)

## Auszeichnungen
| Platz | Film                                  |
| ----- | ------------------------------------- |
| 9     | Der Schwarze Falke                    |
| 93    | Der Mann, der Liberty Valance erschoß |
| 132   | Faustrecht der Prärie                 |
| 143   | Ringo                                 |
| 184   | Früchte des Zorns                     |

Oscar
- 1936: Beste Regie für Der Verräter
- 1941: Beste Regie für Früchte des Zorns
- 1942: Beste Regie für Schlagende Wetter
- 1953: Beste Regie für Der Sieger

American Film Institute
- 1973: AFI Life Achievement Award

Blue Ribbon Award
- 1963: Bester ausländischer Film für Früchte des Zorns

Cóndor de Plata
- 1943: Bester ausländischer Film für Schlagende Wetter

Directors Guild of America
- 1953: DGA Award für Der Sieger
- 1954: Preis für das Lebenswerk

Golden Globe
- 1955: Special „Pioneer“ Award

Internationales Filmfestival von Locarno
- 1948: Preis in der Kategorie Regie für Bis zum letzten Mann
- 1950: Grand Prix für So ein Pechvogel

Internationale Filmfestspiele von Venedig
- 1934: Besondere Empfehlung für Das Leben geht weiter
- 1936: Besondere Empfehlung für Maria von Schottland
- 1952: Internationaler Preis für Der Sieger
- 1952: OCIC-Preis für Der Sieger
- 1971: Goldener Löwe für das Lebenswerk

Nastro d’Argento
- 1948: Bester ausländischer Film für Faustrecht der Prärie

National Board of Review Award
- 1958: Beste Regie für Das letzte Hurra

New York Film Critics Circle Award
- 1936: Beste Regie für Der Verräter
- 1939: Beste Regie für Ringo
- 1940: Beste Regie für Früchte des Zorns
- 1941: Beste Regie für Schlagende Wetter

Western Heritage Awards
- 1963: Bronze Wrangler in der Kategorie Kinofilm für Der Mann, der Liberty Valance erschoß (gemeinsam mit Willis Goldbeck (Produzent); James Warner Bellah (Buch); Lee Marvin, Edmond O’Brien, James Stewart, Vera Miles, John Wayne (Schauspieler))
- 1964: Bronze Wrangler in der Kategorie Kinofilm für Das war der Wilde Westen (gemeinsam mit Henry Hathaway, George Marshall (Regisseure); James R. Webb (Buch))
- 1965: Bronze Wrangler in der Kategorie Kinofilm für Cheyenne (gemeinsam mit Bernard Smith (Produzent); James R. Webb (Buch))

Hollywood Walk of Fame
- Stern auf dem Walk of Fame (1642 Vine Street)